# Protestantyzm na Vanuatu
Protestantyzm na Vanuatu w 2010 roku wyznawany był przez około 190 tysięcy mieszkańców wysp (78,1%). Największymi wyznaniami są: kalwinizm (28,1%), pentekostalizm (24,7%), adwentyzm (13,4%) i anglikanizm (12%).
Największe wspólnoty protestanckie na Vanuatu, w 2000 i 2010 roku, według Operation World:
| Kościół                           | Liczba wiernych (2000) w tys. | Liczba wiernych (2010) w tys. | Procent ludności |
| Kościół Prezbiteriański           | 57                            | 69                            | 28,1%            |
| Zbory Boże                        | 20                            | 47                            | 19,1%            |
| Kościół Adwentystów Dnia Siódmego | 19                            | 33                            | 13,4%            |
| Kościół Melanezji (anglikanizm)   | 30,5                          | 29,65                         | 12%              |
| Kościoły Chrystusowe              | 6,3                           | 7                             | 2,9%             |
| Kościół Poczwórnej Ewangelii      |                               | 6,5                           | 2,6%             |
| Kościół Apostolski                | 2,8                           | 4,5                           | 1,8%             |
| Wolny Kościół Ewangeliczny        | 1,8                           |                               |                  |